# Waylon and Company
Waylon and Company è il quarantaseiesimo album di Waylon Jennings (che è anche il produttore del disco), pubblicato dalla RCA Victor nel settembre del 1983.
Si tratta di duetti realizzati in differenti sedute di registrazione con vari musicisti (tra cui una con l'attore James Garner).

## Tracce
Lato A
1. Hold On, I'm Comin' – 2:33 (Isaac Hayes, David Porter) – Registrato a Nashville, TN, Ottobre 1982
2. Leave Them Boys Alone – 3:32 (Dean Dillon, Gary Stewart, Hank Williams Jr., Tanya Tucker) – Registrato a Nashville, TN, 5 agosto, 1982
3. Spanish Johnny – 3:50 (Paul Siebel) – Registrato a Nashville, TN, Febbraio 1983
4. Just to Satisfy You – 2:50 (Waylon Jennings, Don Bowman) – Registrato a Nashville, TN, settembre-dicembre 1981
5. So You Want to Be a Cowboy Singer. – 2:58 (Tony Joe White, Waylon Jennings) – Registrato a Nashville, TN, luglio 1981

Lato B
1. I May Be Used (But Baby I Ain't Used Up) – 2:57 (Bob McDill) – Registrato a Nashville, TN, febbraio 1983
2. Sight for Sore Eyes – 3:46 (Chester Lester, Danny Morrison) – Registrato a Nashville, TN, febbraio 1983
3. I'll Find It Where I Can – 2:55 (Michael Clark, Zack VanArsdale) – Registrato a Nashville, TN, febbraio 1983
4. The Conversation – 3:48 (Hank Williams Jr., Richie Albright, Waylon Jennings) – Registrato a Nashville, TN, 5 giugno 1978
5. Mason Dixon Lines – 2:45 (Dan Mitchell) – Registrato a Nashville, TN, febbraio 1983

## Musicisti
- Waylon Jennings - voce, chitarra
- Jerry Reed - voce, chitarra (brano A1)
- Ernest Tubb - voce, chitarra (brano A2)
- Hank Williams Jr. - voce, chitarra (brani A2, B4)
- Emmylou Harris - voce chitarra (brano A3)
- Willie Nelson - voce, chitarra (brano A4)
- Tony Joe White - voce, chitarra (brano A5)
- Jessi Colter - voce, chitarra (brano B2)
- James Garner - voce (brano B3)
- Mel Tillis - voce, chitarra (brano B5)